# Севский Преображенский монастырь
Се́вский Спа́со-Преображе́нский монасты́рь — женский монастырь Брянской епархии Русской православной церкви, расположенный на окраине города Севск Брянской области. Основан в 
1631 году как мужской. Сохранившийся в руинированном состоянии архитектурный ансамбль — XVIII века.

## История
Основан архимандритом Новгород-Северского Преображенского монастыря Корнилием, который после Деулинского перемирия 1618 года и передачи Новгорода-Северского Речи Посполитой перешёл со своими монахами и всем имуществом в Рыльск, а когда и этот город был уступлен Польше, тогда он, «памятуя Великого Государя Князя Михаила Феодоровича, перешёл на Государево имя, на вечное житьё в город Севск, куда перенёс из Новгород-Северского Спасского монастыря Божие милосердие — образа, книги, ризы, колокола и всё монастырское хозяйство, и там, в 1631 году, по благословению патриарха Филарета Никитича, устроил вновь церковь и богомолье, то есть монастырь, наименовав его в память Новгород-Северского монастыря Преображенским». Первоначально все его строения были деревянными.
В 1646 году упоминается настоятель архимандрит Маркелл, за которым с братиею значились «под монастырем слободка, а в ней 5 дворов бобыльских, людей в ней 5 человек». На 1678 год монастырю принадлежали более вотчины в селе Лукинке, слободках Демьяновке и Семёновке. В этих вотчинах за монастырем значилось 29 крестьянских и бобыльских дворов, в том числе 7 дворов в Новоспасской подмонастырской слободке.
В 1681 году на Поместном соборе царём Фёдором Алексеевичем было предложено организовать в Севске архиепископскую кафедру. К кафедре отнесли пять городов с уездами: Брянск, Севск, Путивль, Рыльск и Трубчевск. Такое решение подразумевало строительство в Спасском монастыре каменных церквей вместо ветхих деревянных. И в 1689 году, по челобитию иеромонаха Николая с братиею, указом Патриаршего указа велено было первой строить каменную церковь во имя Преображения Господня. 22 февраля 1758 года Священный Синод произвел иеромонаха Феодосия Сморжевского, который недавно вернулся из Русской духовной миссии в Пекине, в архимандриты Спасского монастыря, но уже в следующем году отец Феодосий скоропостижно скончался.
После учреждения в 1764 году Севского викариатства монастырь стал резиденцией Севских епископов. Теснота помещения побудила уже первого из них, Тихона (Якубовского), построить для Консистории особое здание, для чего собирались добровольные взносы от монастырей и приходов. При епископе Кирилле (Флоринском) (1768—1778) монастырь был значительно расширен и перестроен, превратившись в оригинальный ансамбль. Был обновлен собор (1774), сооружены в камне ограда с башнями, надвратная колокольня, келейный корпус, духовная консистория и просфорная.
В 1788 году Севская епархия была преобразована в Орловскую; тем не менее, Архиерейским Домом бывший монастырь пробыл до 1820 года, когда архиепископ переселился в Орловскую Успенскую обитель.
Cильный пожар 1824 года значительно повредил все здания, возобновлённые лишь частично в 1843 году иждивением епископа Орловского Смарагда (Крыжановского).
В середине XIX века обитель окончательно закрыли и даже планировали продать на слом. Спасла обитель игуменья Троицкого Севского монастыря, которая купила постройки и превратила монастырь в подворье своей обители. В 1886 году к корпусу келий пристроили апсиду домовой церкви Всех Святых.
В декабре 1918 года монахинь потеснили воспитанники детского дома № 1, разместившиеся в двух корпусах Спасского монастыря. Остальные помещения заняла, вместе с земельными участками, коммуна «Роза Люксембург». Коллегия Севского уездного отдела народного образования постановила 26 февраля 1920 года «ходатайствовать перед губисполкомом о предоставлении всего Спасского подворья с постройками, землями и угодьями для устройства детского городка, дабы разгрузить дома, находящиеся в городе». Это ходатайство было утверждено и поддержано губисполкомом 29 апреля, постановившим всех монахинь переселить в Троицкий монастырь, а отделу народного образования «немедленно взять таковой в своё ведение и следить за полным сохранением всех зданий и хозяйства, приспособивши всё для интерната».
В списке монашествующих, живущих в Спасском женском монастыре, датированном 29 марта 1920 года, значатся: 6 мантийных монахинь, 62 рясофорные послушницы, 5 послушниц и один иеромонах.
В 1921 году монастырь был закрыт советской властью. Его опустевшие здания были заняты детской колонией до середины лета 1929 года, потом на смену ей пришел Стрелецкий совхоз. С 1920-х годов началось разрушение монастырских построек.
Большой урон ансамблю бывшего монастыря нанесла Великая Отечественная война. В 1950-е годы уцелевшие помещения бывшей обители приспособили для школы-интерната.
По состоянию на 2015 год, на территории бывшего монастыря по-прежнему располагался детский интернат, а также небольшой кроличий питомник.
В июле 2018 года монастырь быль вновь передан Церкви и возобновлён как женский. 27 марта 2019 года в нём впервые после закрытия и возрождения была совершена архиерейская литургия. 
29 декабря 2019 года решением Священного синода монастырь был официально открыт, монахиня Макария (Швец) назначена на должность игумении.